# Miles O'Brien
Miles Edward O'Brien és un personatge de la franquícia Star Trek, interpretat per l'actor Colm Meaney. O'Brien apareix ocasionalment a les set temporades de Star Trek: La nova generació i és un membre principal del repartiment de Star Trek: Deep Space Nine. O'Brien era originalment el cap del transportador de l'USS Enterprise-D. Més tard va ser ascendit a cap d'operacions d'Espai Profund 9. Retratat en 225 episodis en total, O'Brien és el segon personatge de Star Trek amb més aparicions a la franquícia de Star Trek, només per darrere de Worf (interpretat per Michael Dorn).
O'Brien és l'únic personatge important de Star Trek descrit com a ètnicament irlandès i nascut a Irlanda; Colm Meaney, l'actor que el retrata, és irlandès. O'Brien també és l'únic membre regular del repartiment de Star Trek que és un sotsoficial.

## Primeres aparicions
Segons Colm Meaney, al principi O'Brien "només hi era, no realment establert com a personatge, i això va continuar durant una estona". Tenia unes poques línies a l'episodi pilot de Star Trek: La nova generació. Apareixent de manera intermitent en episodis posteriors, principalment operant els transportadors de la nau, no va ser fins a un episodi de la segona temporada que es va nomenar al personatge Meaney, i el segon episodi de la temporada 4 abans del nom del personatge va ser indicat i la seva vida personal va començar a desenvolupar-se. Tanmateix, a Meaney li va agradar l'acord de ser contractat episodi per episodi i va dubtar a signar com a habitual a "Deep Space Nine". Miles O'Brien és el primer dels dos personatges que va passar de "The Next Generation" a ser un personatge principal a "Deep Space Nine", seguit de Worf després que acabés "La nova generació".

## Càrrecs ocupats
- USS Rutledge
  - Oficial tàctic júnior
- Setlik III – escaramussa amb les forces cardassianes durant la Guerra Cardassiana/Federació
- USS Enterprise-D
  - Oficial de connexió
  - Cap de transportador
  - Operacions i enginyeria
  - Oficial tàctic interí
- Deep Space Nine (estació bajorana administrada per la Federació)
  - Cap d'operacions
  - Enginyer en cap USS Defiant (nau de suport assignada a Deep Space Nine)
- Acadèmia de la Flota Estel·lar – San Francisco, Califòrnia, Terra
  - Professor d'enginyeria

## Història del personatge

### Origen
Miles O'Brien va néixer a Killarney, Comtat de Kerry, Irlanda, Terra, el setembre de 2328. El seu pare, Michael O'Brien, volia que toqués el violoncel, així que va continuar amb això i finalment va ser acceptat a l'Acadèmia de Música Aldebaran Tanmateix, uns dies abans que comencés les classes allà, es va allistar a la Flota Estel·lar. O'Brien toca el violoncel com a part del quartet de corda de Data. He has two brothers.
O'Brien va servir com a oficial tàctic a bord de l'USS Rutledge durant la Guerra Cardassiana. Va quedar marcat emocionalment per la massacre de centenars de civils per part dels cardassians a Setlik III. O'Brien no recorda quants cardassians va matar, perquè en va matar "tants".
O'Brien afirma en broma ser descendent directe del veritable Alt Rei Irlandès Brian Boru (segons la tradició irlandesa, totes les persones amb el cognom "O'Brien" són descendents de Boru). Més tard, parla més seriosament del seu avantpassat fictici Sean Aloysius O'Brien, un personatge important en un dels primers sindicats de treballadors dels EUA, que va participar en la vaga del carbó de 1902 a Pennsilvània i va ser disparat i després llençat al riu Allegheny. Amb orgull, va parlar de com pertanyia a una llarga línia d'homes de la Unió. Durant els 22 anys d'O'Brien a la Flota Estel·lar, havia lluitat en 235 batalles diferents i havia estat condecorat per la Flota Estel·lar en 15 ocasions, i era considerat un expert en combat de naus estel·lars, tant per les autoritats de la Flota Estel·lar com de les klíngons.

### Representació aStar Trek: La nova generació
La primera aparició d'O'Brien a Star Trek: La nova generació va ser a l'episodi d'estrena de la sèrie com a controlador de vol del pont de batalla. En la seva única altra aparició a la primera temporada, és un guàrdia de seguretat. A partir de l'estrena de la segona temporada, O'Brien té el seu paper habitual com a operador del transportador de la nau. En l'episodi següent, quan Riker i Worf es preparen per teletransportar-se a l'USS Yamato, Riker es refereix a O'Brien com a tinent (i porta pinces al collar de tinent). Encara porta pinces al collar de tinent en un episodi posterior, però en episodis posteriors, el símbol del collar ha canviat i O'Brien és anomenat simplement Cap. (Vegeu "Rang" a continuació).
El 2367, O'Brien s'enfronta al seu antic comandant, el capità Benjamin Maxwell, a l'USS Rutledge quan Maxwell ataca naus i llocs avançats cardassians sense autorització, cosa que amenaça la pau entre la Federació i la Unió Cardassiana.
Durant la Guerra Civil Klíngon, O'Brien és assignat al pont com a oficial tàctic a causa de la dimissió de Worf de la Flota Estel·lar i la reassignació temporal d'oficials a altres naus d'una flota liderada pel capità Picard.
O'Brien es va casar amb Keiko Ishikawa a bord de l'USS Enterprise-D. Van tenir una filla, Molly, que és lliurada per Worf. Poc després del naixement de Molly, O'Brien és un dels tres membres de la Flota Estel·lar que estan posseïts per esperits malignes; mantenen Keiko i Molly com a ostatges.
O'Brien apareix en més de 50 episodis de Star Trek: La nova generació.

### Representació aStar Trek: Deep Space Nine

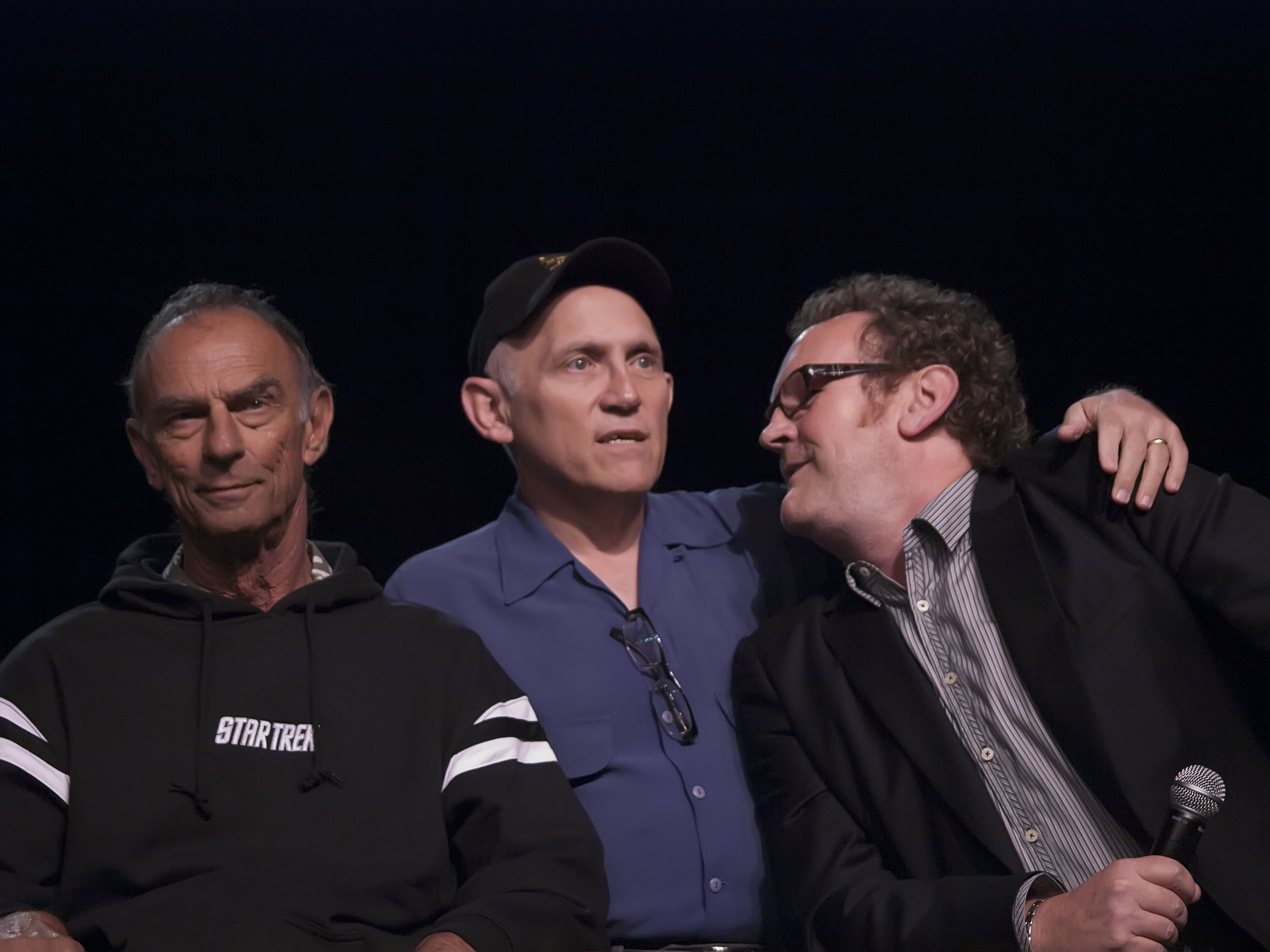
Colm Meaney (dreta) amb els coprotagonistes de Deep Space 9 Marc Alaimo (esquerra) i Armin Shimerman (centre), que van interpretar els personatges de Gul Dukat i Quark, respectivament

El personatge de Miles O'Brien va ser trasplantat de Star Trek: La nova generació a Star Trek: Deep Space Nine al començament d'aquesta última sèrie. A l'episodi d'estrena de Deep Space Nine, Miles O'Brien es transfereix de lEnterprise-D a  Espai Profund 9 per servir com a cap d'operacions de l'estació. Més tard assumiria un paper addicional com a enginyer en cap de l'USS Defiant, que està assignat a Espai Profund 9.
El personatge d'O'Brien és inusual entre els personatges principals de Star Trek. A més de ser un sotsoficial, també és un home de família amb esposa i fills. Sovint se'l retrata com a menys patrici, i més pragmàtic i amb els peus a terra que els seus col·legues. Els productors solien sotmetre O'Brien a una intensa pressió psicològica. O'Brien era escollit regularment per a aquestes històries perquè es creia que la gent podia empatitzar amb ell. Per exemple, és condemnat falsament per espionatge i se li dóna el record simulat d'una condemna de 20 anys de presó; en un altre episodi, viatja repetidament en el temps al futur, presenciant la seva pròpia mort i la destrucció d'Espai Profund 9.
Mentre està destinat a Espai Profund 9, O'Brien coneix el Dr. Julian Bashir, que inicialment l'irrita, però els dos personatges finalment es converteixen en millors amics. En particular, sovint juguen a dards i lluiten batalles històriques a les holosuites.
El 2373, neix el seu fill, Kirayoshi, nascut per la mare de lloguer Kira Nerys. La seva dona, Keiko, ajuda a rescatar el seu marit. Irònicament, Miles ha de rescatar la seva dona, que ha estat posseïda per un Pagh Wraith en un intent gairebé reeixit de destruir els Profetes; en canvi, Miles dirigeix la càrrega d'energia a Keiko, que destrueix l'esperit maligne i allibera la seva dona.
Després d'una missió encoberta que s'infiltra al Sindicat d'Orió, O'Brien adopta Chester, un gat que anteriorment havia tingut en Bilby, un home amb qui es va fer proper durant la missió.
Al final de Deep Space Nine, O'Brien i la seva família abandonen l'estació per tornar a la Terra, on ell servirà com a professor d'enginyeria a l'Acadèmia de la Flota Estel·lar.
O'Brien s'esmenta breument a Star Trek: Lower Decks com la "persona més important de la història de la Flota Estel·lar" durant un breu tall al futur llunyà.

### Univers Mirall
Miles O'Brien de l'univers mirall era un esclau terrà que treballava per a l'Aliança Klíngon-Cardassiana a bord de l'estació Terok Nor. L'any 2370, O'Brien treballava al centre de processament de minerals de l'estació. O'Brien també era reclutat ocasionalment per reparar el raider de Benjamin Sisko quan estava atracat a l'estació. Sisko afirmava que odiava el nom Miles, i en comptes li van posar el sobrenom d'O'Brien "Smiley". Miles era conegut a l'estació per ser un excel·lent "traficant i enxampí".
Quan Smiley va conèixer un Julian Bashir d'un altre univers al centre de processament de minerals, inicialment va pensar que les històries "esbojarrades" de Bashir sobre el seu homòleg com a Cap d'Operacions eren simplement una estratagema per aconseguir que ajudés a Bashir. Tanmateix, Bashir va poder convèncer-lo perquè l'ajudés després d'adonar-se que qualsevol cosa havia de ser millor que ser un esclau. Smiley va acceptar ajudar Bashir a intentar escapar de l'estació només si podia tornar amb ell a l'altre univers. Quan el capità Sisko va desafiar l'intendent Kira Nerys, que comandava l'estació, Smiley va canviar d'opinió i va decidir unir-se a la tripulació de Sisko, decidint que hi havia alguna cosa per la qual valia la pena quedar-se, al cap i a la fi.
Quan Sisko del mirall va ser assassinat per l'Aliança a principis del 2371, Smiley es va fer càrrec de la Rebel·lió Terrana. Per completar l'última missió de Sisko, va reclutar Benjamin Sisko per ocupar el lloc del seu homòleg difunt el temps suficient per convèncer Jennifer Sisko que abandonés l'Aliança i comencés a treballar per a la Rebel·lió.
Mentre era a bord d'Espai Profund 9, Smiley va aprofitar l'oportunitat per descarregar una gran part de la base de dades de l'estació, inclosos els esquemes de l'USS Defiant. Smiley va utilitzar les especificacions robades per construir una nau de guerra, que van anomenar Defiant. Després que els rebels aconseguissin capturar Terok Nor de l'Aliança, l'Aliança es va preparar per recuperar l'estació. Smiley va reclutar una vegada més Sisko per ajudar-los a acabar la construcció del Defiant a temps. Després de defensar amb èxit l'estació, Smiley va enviar Sisko a casa.
El 2375, Smiley comanda el Defiant quan persegueix la nau de Brunt mentre roba un dispositiu de camuflatge de l'estació. Més tard, Smiley negocia la rendició i captura del Regent Worf.

### Rang
Durant la progressió de la història de The Next Generation i Deep Space Nine, el rang i la insígnia d'O'Brien eren inconsistents fins que es van establir fermament per a Deep Space Nine. Primer apareix amb una punta negra amb vora platejada, després amb la insígnia completa de tinent que consisteix en dues puntes daurades i després una punta negra amb vora daurada Serguei Rozhenko l'anomena Suboficial en un episodi (potser per error), però en episodis anteriors s'indicava que O'Brien era un tinent. Finalment, O'Brien rep una insígnia diferent de suboficial sènior, i el seu rang s'identifica emfàticament.

## Comentari de l'actor
En entrevistes, Colm Meaney ha elogiat l'escriptura del personatge i ha assenyalat que "hi havia una humanitat fantàstica en O'Brien".

## Recepció
El 2009, IGN va classificar O'Brien com el 17è millor personatge de tots els Star Trek fins aleshores.El 2012, TrekMovie.com va recomanar l'episodi "La ferida" per al Dia de Sant Patrici, lloant la interpretació d'O'Brien de la balada irlandesa "Minstrel Boy". El 2016, O'Brien va ser classificat com a el 17è personatge més important de la Flota Estel·lar dins de l'univers de ciència-ficció de Star Trek segons la revista Wired. El 2017, IndieWire va classificar O'Brien com el 13è millor personatge de Star Trek: La nova generació. El 2018, Comic Book Resources va classificar O'Brien com el 15è millor personatge de la Flota Estel·lar de Star Trek.
Screen Rant el 2016 va classificar O'Brien com el 20è millor personatge de Star Trek en general, tal com s'havia presentat a la televisió i el cinema fins aleshores, destacant el paper del personatge en episodis com ara "Hard Time", "Tribunal", "La ferida" i "Time's Orphan".El 2020, Screen Rant va classificar O'Brien com un dels cinc personatges més agradables de Star Trek: Deep Space Nine. A més, el van classificar a ell i a Keiko com la cinquena millor parella romàntica de totes les Star Star Trek.
El març de 2020, l'empresa de mitjans de comunicació irlandesa Entertainment.ie va elogiar O'Brien com una representació positiva de la cultura irlandesa als mitjans de comunicació. En particular, van assenyalar que tenia un accent de Dublín i van elogiar la presentació general de Meaney de la identitat irlandesa.